# スヴォボードヌイ (駆逐艦・初代)
スヴォボードヌイ(ロシア語:Свободныйスヴァボードヌィイ)は、ソ連で建造された駆逐艦(艦隊水雷艇；Эскадренный миноносец)である。艦名は、「自由な」といった意味のロシア語の形容詞である。

## 概要

### 建造
スヴォボードヌイは、7号計画によって建造される駆逐艦の1 隻として、1936年8月23日にニコラーエフの第200工場(現在の61コムナール記念造船工場)で起工された。工場番号では第1074艦、当初の名称は「音のしない、雑音のない」という意味のベシュシュームヌイ(Бесшумныйビシュームヌィイ)であった。
しかしながら、7号計画にはトップヘビーなどの性能上の重大な欠陥があり、改設計を経た7U号計画型として再度起工され直すことが決定された。その結果、プロゾルリーヴイは7U号計画型駆逐艦の16番艦として1938年に再起工、1939年2月25日に進水した。1940年9月25日には、艦名はスヴォボードヌイに改められた。
大祖国戦争の開戦した1941年6月22日の時点で、工程の83.8 %が完成していた。8月、まだ繋留大索試験が終了しない内に艦はセヴァストーポリへ完成作業のため引き渡された。その際に不十分な仕上げに起因する事故があり、工事はさらに延期された。
1942年1月2日にようやく竣工し、1月8日付けで黒海艦隊に編入された。6月10日早朝から、セヴァストーポリでHe111およびJu 87からなるドイツ空軍爆撃機隊の空襲を受けた。スヴォボードヌイは反撃し、敵機を撃墜し放たれた24 本の魚雷すべてを交わしたが、ついに急降下爆撃による9 発の命中弾を受け、3日後に沈没した。
戦後、1953年になって引き上げられ、解体された。沈没地点の近くには、スヴォボードヌイの勇戦を讃え、犠牲者を追悼する記念碑が立てられた。